# Sangiaccato di Coriza
Il sangiaccato di Coriza o Coritza (in turco Görice sancağı, in albanese Sanxhaku i Korçës) era un'unità amministrativa di secondo livello (sangiaccato o sanjak) dell'Impero ottomano con sede a Coriza (Korçë). Fu fondato nel XV secolo dopo conquiste ottomane e venne sciolto durante le guerre balcaniche (1912-1913). Era uno dei numerosi sangiaccati facenti parte del Vilayet di Monastir (1874-1912). Il suo territorio corrispondeva grossomodo in quelle che sono oggi l'Albania sudorientale e la Grecia nordoccidentale.

## Sotto-distretti
I sotto-distretti, o "kaza" del sangiaccato erano:
- Görice (Coriza/Korçë )
- İstarova  (Pogradec)
- Kolonya (Erseke)
- Kesriye (Kastoria)

## Demografia

### 1897
Secondo il console russo nel vilayet di Monastir, A. Rostkovski, stilando la voce sulle statistiche nel 1897, la popolazione totale del sangiaccato era di 175.702 abitanti. Gli albanesi erano 113.303 (81.262 musulmani e 32.035 cristiani) e gli slavi 38.235 (30.008 patriarchisti e 8.227 esarchici). A Kastoria c'erano 9.549 cristiani greci e 294 musulmani greci. I valacchi erano 9.377 (3.297 a Coriza e 6.080 a Kastoria).